# Олевано Романо
Олевано Романо (итал. Olevano Romano) је насеље у Италији у округу Рим, региону Лацио.
Према процени из 2011. у насељу је живело 5614 становника. Насеље се налази на надморској висини од 490 м.

## Становништво
Према резултатима пописа становништва 2011. у општини је живело 6.742 становника.
| 1931. | 1936. | 1951. | 1961. | 1971. | 1981. | 1991. | 2001. | 2011. |
| ----- | ----- | ----- | ----- | ----- | ----- | ----- | ----- | ----- |
| 6.576 | 6.615 | 6.482 | 6.281 | 6.114 | 5.898 | 6.000 | 6.354 | 6.742 |

## Партнерски градови
- Волгоград